# Doce de buriti

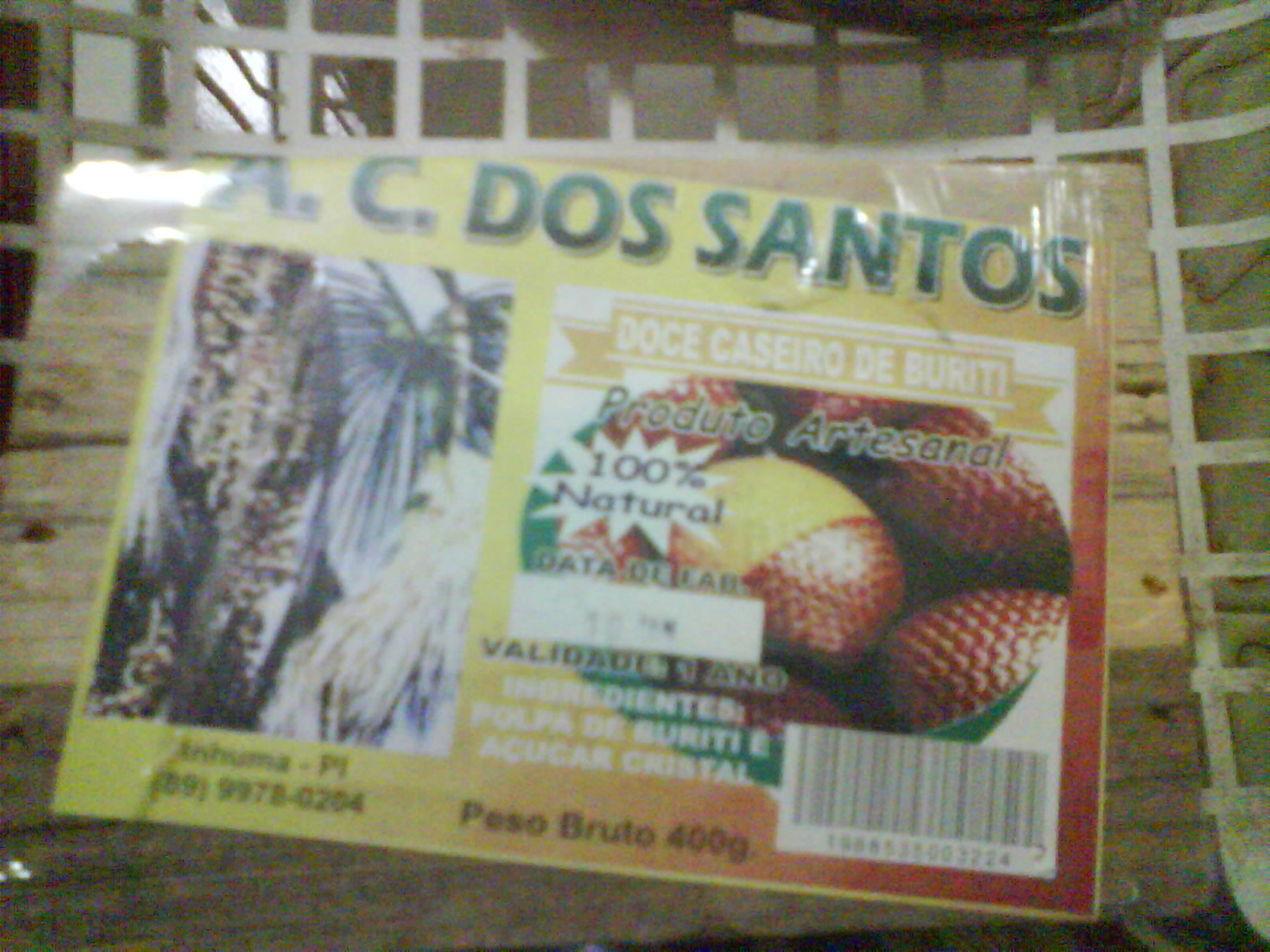
Doce de buriti vendido em caixas feita com a palha da própria palmeira

Doce de buriti é um doce típico da culinária brasileira, preparado à base de polpa de buriti e açúcar. Eventualmente, pode ser adicionado leite, gengibre, canela e limão.
É rico em carotenoides com atividade de pró-vitamina A. Pode ser facilmente encontrado nas regiões do Cerrado, Amazônia e Caatinga, principalmente no período de safra. Sua consistência pode variar entre massa (doce de colher) e barra (doce de corte). Muitas vezes, é embalado na própria palha do buriti.

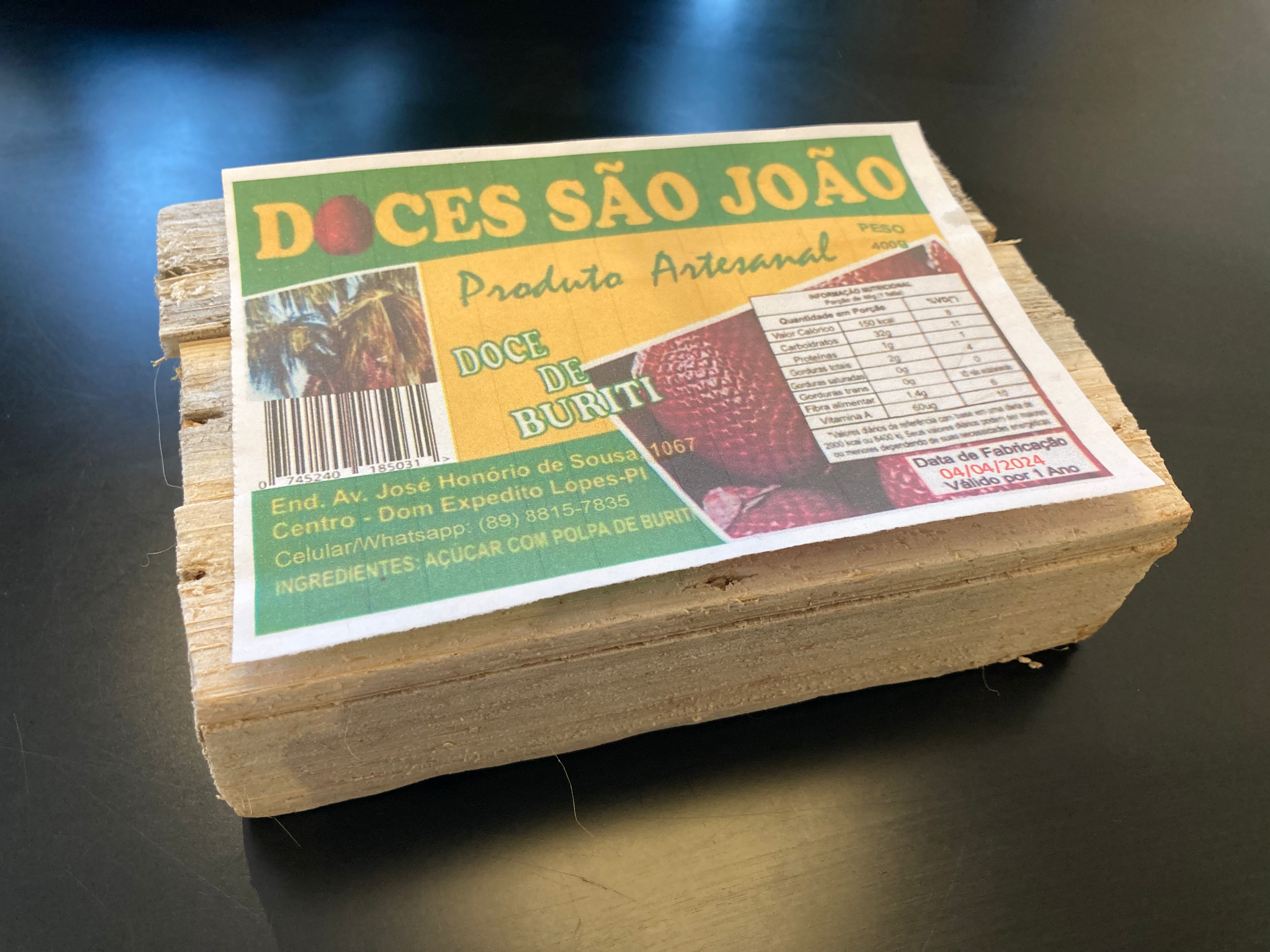
Foto do doce de buriti São João, do Piauí

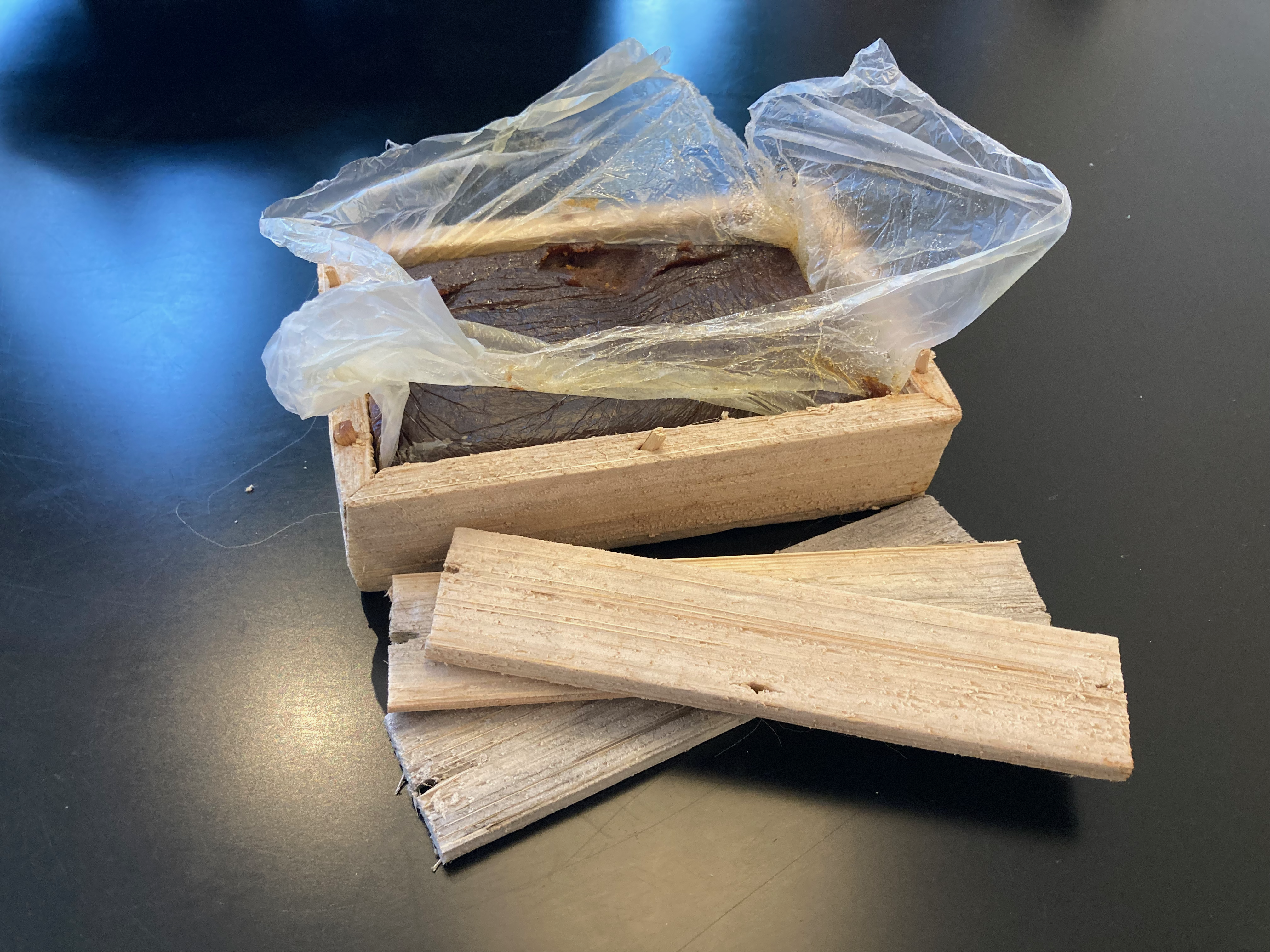
Foto de doce de buriti em caixa aberta feita da própria madeira